# Chaetonema reimanni
Chaetonema reimanni är en rundmaskart som beskrevs av Platt 1973. Chaetonema reimanni ingår i släktet Chaetonema och familjen Enoplidae. Inga underarter finns listade i Catalogue of Life.